# Stephen A. Douglas

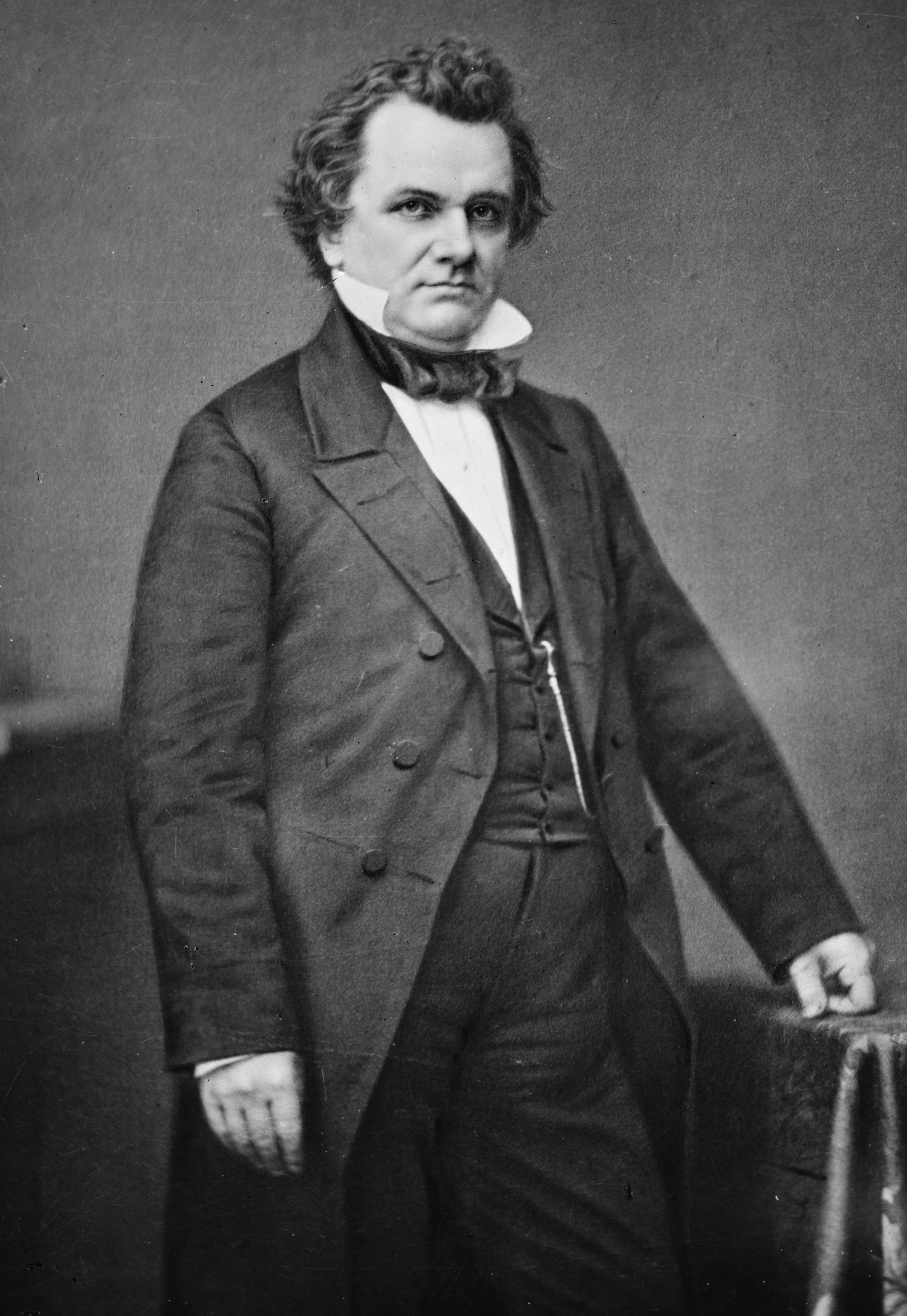
Stephen Arnold Douglas, senator de Illinois

Stephen Arnold Douglas (n. 23 aprilie 1813, Brandon⁠(d), Vermont, SUA – d. 3 iunie 1861, Chicago, Illinois, SUA) a fost un om politic american, care a activat in Partidul Democrat în statul Illinois.  A fost cunoscut ca fiind candidatul democrat înfrânt de către republicanul Abraham Lincoln în alegerile prezidențiale din 1861. Înainte de aceasta, în anii 1850 Douglas a fost unul din apărătorii cei mai proeminenți ai „suveranității populare” , principiu după fiecare stat trebuie să aibă dreptul de a permite sau nu sclavia pe teritoriul său. El a dus la votarea în anul 1854 așa numitei Legi Kansas-Nebraska, care a stabilit ca statutul sclaviei să fie stabilit prin votul popular al locuitorilor din acel teritoriu. În alegerile din statul Illinois din 1858, în care s-a distins prin așa numitele „dispute Douglas-Lincoln”, l-a învins pe Lincoln la vot.
Pragmatic, Douglas  a căutat și în sânul Partidului Democrat să reconcilieze tendința sclavagistă și cea aboliționistă, sugerând extinderea sclaviei în teritoriile recent colonizate.  A fost ales candidat al Partidului Democrat la alegerile prezidențiale din anul 1861. Ulterior  s-a raliat cu partizanii săi de partea  Uniunii, dar după câteva săptămâni, a murit de o boală fulgerătoare.
Douglas a fost supranumit „Micul Uriaș” (Little Giant), deoarece , în contrast cu mica sa statură fizică, a avut un caracter puternic și a fost o personalitate dominantă în politica americană.

## Biografie
Douglas s-a născut în 1813 ca Stephen Arnold Douglass la Barandon, Vermont, ca fiu al medicului cu acelaș nume și al lui Sarah născută Fisk. Mai târziu, el a renunțat la al doilea "s" de la sfârșitul numelui său de familie. Străbunii săi paterni au emigrat   
în secolul al XVII-lea din Scoția în New England. Bunicul sau patern, Benaja Douglass a fost un timp membru al Camerei reprezentanților a Statului Vermont. A devenit orfan de tată la vârsta de două luni, și atunci, împreună cu mama sa s-a mutat în casa unui unchi din partea mamei, Edward Fisk. Douglas a studiat la scoala Brandon Academy din localitatea natală, a încercat de două ori fără succes să învețe tâmplăria și în cele din urmă în 1832 s-a înscris să studieze dreptul la Academia Canandaigua din districtul Ontario din statul New York, unde s-a afirmat prin darul de orator ca susținător al Partidului Democrat al lui Andrew Jackson. S-a perfecționat la un jurist local, Levi Hubbell . Apoi în 1833 s-a mutat la Cleveland, Ohio, iar în 1833 la Winchester, Illinois, unde a predat un timp ca profesor de școală și și-a reluat studiile de drept. În 1834 a fost cooptat în baroul avocaților locali și a deschis un cabinet avocațial la Jacksonville, în districtul Morgan. A fost în cele din urmă numit procuror la Morgan circuit , apoi a fost ales în Camera reprezentanților a Statului Illinois (1836-1837), a lucrat la registrul fondului funciar din Springfield. (1837). În 1836  nu a reușit să fie ales în al 26-lea Congres al Statelor Unite.
În anii 1840-1841 a fost numit secretar de stat al Statului Illinois și a fost ales judecător la Curtea Supremă statală. Apoi Douglas a demisionat din Curtea Supremă și a funcționat, din partea Partidului Democrat, ca membru al Camerei Reprezentanților a S.U.A. începând din 4 martie 1843, pînă la demisia sa la 3 martie 1847. În Al 29-lea Congres el a prezidat comisia pentru teritorii a Camerei Reprezentanților. El a devenit un aliat al președintelui James Knox Polk și a sprijinit anexarea Texasului și războiul cu Mexicul. El a fost unul din cei patru democrați din nord care au votat în Camera Reprezentanților împotriva Clauzei Wilmot (Willmot Proviso)  care prevedea interzicerea sclaviei pe orice teritoriu cucerit dobândit de la Mexico.
În 1847 a fost ales senator de Illinois in Senatul S.U.A., reales în 1853 și 1859.

## In memoriam
- Mai multe districte din Statele Unite îi poartă numele:
  - Douglas County (Washington)
  - Douglas County (Oregon)
  - Douglas County (Colorado)
- Orașele Douglas (Georgia), Douglasville (Georgia) și Douglas (Wyoming) au fost de asemenea numite în cinstea lui.